# هيلاري بيلي سميث
هيلاري بيلي سميث (بالإنجليزية: Hillary B. Smith)‏;(ولدت يوم 25 مايو عام 1957 في بوسطن، أمريكا), مُمثِلة سينما وتلفزيون ومسرح أمريكية, اشتهرت بِشخصية نورا حنين بوكَنان في مُسلسل حياة واحدة للعيش, كَما شاركت أيضاً في تمثِيل فيلم توصيل الآنسة دايزي وفيلم خادمة في مانهاتن مع جينيفر لوبيز.

## وصلات خارجية
- هيلاري بيلي سميث على موقع IMDb (الإنجليزية)
- هيلاري بيلي سميث على موقع ألو سيني (الفرنسية)
- هيلاري بيلي سميث على موقع أول موفي (الإنجليزية)
- هيلاري بيلي سميث على موقع قاعدة بيانات الفيلم (الإنجليزية)
- هيلاري بيلي سميث على موقع كينوبويسك (الروسية)

- صفحة هيلاري بيلي سميث على تويتر.